# آشفطه
«آشفته» (به انگلیسی: Berzerk) نام تک‌آهنگی از خواننده آمریکایی هیپ هاپ، امینم است و تهیه‌کننده مشهور آمریکایی ریک روبین تهیه‌کننده آن می‌باشد. این آهنگ که در ۲۷ اوت ۲۰۱۳ از طریق توییتر منتشر شد، اولین تک‌آهنگ از هشتمین آلبوم استودیویی امینم است. این آهنگ از بخشی از آهنگ The Stroke اثر بیلی اسکوایر و همچنین دو آهنگ "The New Style" و "Fight for Your Right" اثر بیستی بویز استفاده می‌کند؛ که این دوتای آخر هردو از اولین آلبوم بیستی بویز یعنی Licensed to Ill بودند که آن را هم ریک روبین تهیه‌کنندگی کرده بود و ویل هرمس از رولینگ استون به این آهنگ ۴ ستاره از ۵ ستاره داد و هدف آن را برای "جشن گرفتن هیپ هاپ قدیمی" برجسته کرد.  رابرت کپسی از Digital Spy به این آهنگ 4 ستاره از 5 ستاره داد و آهنگ "harks back" به "Slim Shady days" امینم را بیان کرد.  Copsey ترانه را با Beastie Boys در حدود سال ۱۹۸۶ مقایسه کرد، اگرچه این آهنگ به عنوان "تکرار ناپذیر" و "بی تردید امینم" بود. وی‌اچ‌وان India این آهنگ را ۸/۱۰ به پایان رساند و گفت: "چه در اثر حمله نامطلوب "برزرک" به خود بجنید و چه از رپ های آن مانند یک نشان استفاده کنید - سال ۲۰۱۳ است و امینم همچنان توجه شما را به خود جلب کرده است.  آهنگ آشفته در اولین هفته انتشارش در اینترنت آنقدر دانلود شد که در همین ابتدا در رتبه سوم ۱۰۰ آهنگ داغ بیلبورد قرار گرفت.

## متن آهنگ
بنا به گفته کرگ رُزن منتقد Yahoo! Music آهنگ با "صوت ناگهانی و ایستای گیتار شروع می‌شود و سپس امینم با فریاد شروع به خواندن می‌کند که شباهتش به بیستی بوی چهارم محسوس است". به گفته وی آهنگ بخشی از آهنگ The New Style از بیستی بویز را استفاده می‌کند که ناگهان فریاد می‌زدند "!Kick it" و از پاور کوردهای آهنگ The Stroke اثر اسکوایر هم استفاده می‌کند. با این حال، اِریک آر. دانتون منتقد رولینگ استون مدعی است که بخش استفده شده "!Kick it" از قسمت دیگری از آلبوم می‌باشد؛ یعنی جایی که اَد-راک "(!You Gotta) Fight for Your Right (To Party)" را معرفی می‌کند. از نظر لارس براندل منتقد بیلبورد، آشفطه "آهنگیست تاثیرگذار، با ترکیبی از صوت گیتار و بیت که به آهنگهای عاشق راک‌اندرول‌ام اثر Joan Jett و the Blackhearts(منظور نسخه بریتنی اسپیرز نیست) و Licensed to Ill اثر بیستی بویز پُلی می‌زند".

## انتشار و تبلیغ
این آهنگ در ۲۷ اوت ۲۰۱۳ از کانال SiriusXM رادیو شید ۴۵ پخش شد. آلبوم جدید امینم که پی آیندی از آلبوم تحسین شده مارشال مترز ال‌پی هست با پخش قسمتهایی از آشفطه از طریق بیتس الکترونیکس در مراسم جایزه ام‌تی‌وی ۲۰۱۳ به تاریخ ۲۵ اوت ۲۰۱۳ رونمایی شد. برخی منتقدان، بازگشت امینم در این اجراهای تجاری را از نکات برجسته این مراسم‌ها می‌شمارند. ویدئو منتشر شده از این آهنگ همراه است با تصاویری از یک بومباکس (ضبط و پخش) بسیار بزرگ. آشفطه به عنوان آهنگ ویژه مسابقات Saturday Night Football هم می‌باشد و اولین پخش آن هم در مسابقه ۷ سپتامبر بین دو کالج Michigan و Notre Dame بود.

## عملکرد تجاری
این تک‌آهنگ در هفته اول ۳۶۲۰۰۰ دانلود در آمریکا فروش داشت که فقط از تک‌آهنگ اصلی نمی‌ترسم از آلبوم ریکاوری که ۳۷۹۰۰۰ نسخه در هفته اول فروش داشت کمتر بود.

## رتبه‌ها
| \| جدول (۲۰۱۳) \| بالاترین جایگاه \| \| -------------------------------------------------------- \| --------------- \| \| استرالیا (ای‌آرآی‌ای)[۵] \| ۵ \| \| اتریش (او۳ تاپ ۴۰ اتریش)[۶] \| ۲۲ \| \| بلژیک (اولتراتاپ ۵۰ فلاندرز)[۷] \| ۴۴ \| \| بلژیک (اولتراتاپ ۵۰ والونی)[۸] \| ۴۲ \| \| کانادا (۱۰۰ تک‌آهنگ داغ کانادا)[۹] \| ۲ \| \| دانمارک (ترک‌لیسن)[۱۰] \| ۱۵ \| \| وارد کردن فیلد شناسه ترانه برای جدول‌های آلمان الزامی است \| ۱۲ \| \| فرانسه (اس‌ان‌ئی‌پی)[۱۱] \| ۱۵ \| \| Greece Digital Songs (Billboard)[۱۲] \| ۷ \| \| ایرلند (ایرما)[۱۳] \| ۱۶ \| \| ایتالیا (فدراسیون صنعت موسیقی ایتالیا)[۱۴] \| ۲۵ \| \| ۵۲ \| \| \| نیوزیلند (ریکوردد میوزیک ان‌زد)[۱۵] \| ۱۲ \| \| South Korea (GAON)[۱۶] \| ۱ \| \| اسپانیا (پروموزیک)[۱۷] \| ۴۶ \| \| سوئیس (شوایزر هیت‌پاراد)[۱۸] \| ۹ \| \| بیلبورد هات ۱۰۰ ایالات متحده[۱۹] \| ۳ \| \| ۴۰ آهنگ برتر جریان اصلی ایالات متحده (بیلبورد)[۲۰] \| ۳۰ \| \| ترانه‌های داغ آراندبی/هیپ-هاپ ایالات متحده (بیلبورد)[۲۱] \| ۲ \| \| ۱ \| \| |                 |
| جدول (۲۰۱۳) | بالاترین جایگاه |
| استرالیا (ای‌آرآی‌ای) | ۵               |
| اتریش (او۳ تاپ ۴۰ اتریش) | ۲۲              |
| بلژیک (اولتراتاپ ۵۰ فلاندرز) | ۴۴              |
| بلژیک (اولتراتاپ ۵۰ والونی) | ۴۲              |
| کانادا (۱۰۰ تک‌آهنگ داغ کانادا) | ۲               |
| دانمارک (ترک‌لیسن) | ۱۵              |
| وارد کردن فیلد شناسه ترانه برای جدول‌های آلمان الزامی است | ۱۲              |
| فرانسه (اس‌ان‌ئی‌پی) | ۱۵              |
| Greece Digital Songs (Billboard) | ۷               |
| ایرلند (ایرما) | ۱۶              |
| ایتالیا (فدراسیون صنعت موسیقی ایتالیا) | ۲۵              |
| ۵۲ |                 |
| نیوزیلند (ریکوردد میوزیک ان‌زد) | ۱۲              |
| South Korea (GAON) | ۱               |
| اسپانیا (پروموزیک) | ۴۶              |
| سوئیس (شوایزر هیت‌پاراد) | ۹               |
| بیلبورد هات ۱۰۰ ایالات متحده | ۳               |
| ۴۰ آهنگ برتر جریان اصلی ایالات متحده (بیلبورد) | ۳۰              |
| ترانه‌های داغ آراندبی/هیپ-هاپ ایالات متحده (بیلبورد) | ۲               |
| ۱ |                 |

## تاریخ انتشار
| منطقه        | تاریخ          | فرمت   | لیبل                                   |
| ------------ | -------------- | ------ | -------------------------------------- |
| ایالات متحده | ۲۷ اوت ۲۰۱۳    | دانلود | شیدی رکوردز، افترمث، اینتراسکوپ رکوردز |
| آلمان        | ۲۷ اوت ۲۰۱۳    | دانلود | شیدی رکوردز، افترمث، اینتراسکوپ رکوردز |
| روسیه        | ۲۷ اوت ۲۰۱۳    | دانلود | شیدی رکوردز، افترمث، اینتراسکوپ رکوردز |
| استرالیا     | ۲۸ اوت ۲۰۱۳    | دانلود | شیدی رکوردز، افترمث، اینتراسکوپ رکوردز |
| ایالات متحده | ۳ سپتامبر ۲۰۱۳ | رادیو  | شیدی رکوردز، افترمث، اینتراسکوپ رکوردز |
| بریتانیا     | ۶ اکتبر ۲۰۱۳   | دانلود | شیدی رکوردز، افترمث، اینتراسکوپ رکوردز |